# Conde de Mayo

Brasão de Armas de Bourke, Condes de Mayo.

Conde do Condado de Mayo, geralmente conhecido simplesmente como Conde de Mayo (em irlandês: Iarla Mhaigh Eo), é um título do Pariato da Irlanda criado, em 1785, para John Bourke, 1.º Visconde Mayo (da segunda criação). Por muitos anos ele serviu como "Primeiro Comissário de Receita" na Irlanda. Ele já havia sido criado Barão Naas (/neɪs/ NAYSS), de Naas no condado de Kildare, em 1776, e Visconde Mayo, de Moneycrower no condado de Mayo, em 1781, também no Pariato da Irlanda.  
Este ramo da família Bourke descende de John Bourke, quarto filho de Sir Thomas Bourke (falecido em 1397), cujo segundo filho Edmund foi o ancestral dos Viscondes Mayo (da primeira criação). Antes de se tornarem Viscondes e Condes de Mayo, o ramo sênior da família possuía o título gaélico Mac William Íochtar (Baixo Mac William) e recebeu a Vara Branc. Os Condes de Clanricarde (Mac William Uachtar / Upper Mac William) eram membros de outro ramo da dinastia de Burgh. 
Lorde Mayo foi sucedido por seu filho mais velho, John, 2.º Conde, que era membro da Câmara dos Comuns da Irlanda. Após sua morte, os títulos passaram para seu irmão mais novo, o terceiro conde. Ele foi um proeminente clérigo anglicano e serviu como bispo de Leighlin de 1772 a 1782 e como arcebispo de Tuam de 1782 a 1794. Ele foi sucedido por seu filho mais velho, o quarto conde, que atuou na Câmara dos Lordes como representante irlandês de 1816 a 1849. Após sua morte, os títulos passaram para seu sobrinho, o quinto conde, que também foi um representante irlandês na Câmara dos Lordes de 1852 a 1867. 

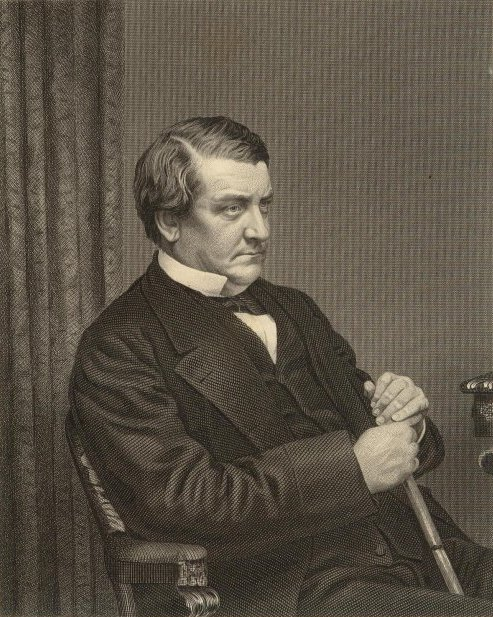
O 6.º Conde de Mayo foi vice-rei e governador-geral da Índia até seu assassinato em 1872.

Seu filho mais velho, Richard, 6.º Conde, foi um proeminente político conservador. Conhecido durante a maior parte de sua vida pelo título de cortesia de Lorde Naas, ele foi três vezes secretário-chefe da Irlanda e serviu como vice-rei e governador-geral da Índia de 1869 a 1872, quando foi assassinado nas Ilhas Andaman. Ele foi sucedido por seu filho mais velho, o sétimo conde, que atuou na Câmara dos Lordes como representante irlandês de 1890 a 1927 e foi membro do Senado do Estado Livre Irlandês de 1922 a 1927. Essa linhagem da família expirou com sua morte em 1927 e os títulos passaram para o primo de primeiro grau do falecido conde, o oitavo conde. Ele era filho do reverendo, o honrado George Wingfield Bourke (o quarto filho do quinto conde). Ele foi sucedido por seu filho mais velho, o nono conde. Após sua morte em 1962, os títulos passaram para seu sobrinho, o décimo conde. Ele era o único filho do Hon. Bryan Longley Bourke (terceiro filho do oitavo conde). O décimo conde se envolveu na política britânica e disputou sem sucesso South Dorset nas eleições gerais de 1964 como liberal. Desde 2017, os títulos são detidos por seu filho mais velho, o décimo primeiro conde, que o sucedeu em 2006. O atual conde foi educado na Portora Royal School, em Enniskillen, na Queen's University Belfast e no Dublin Institute of Technology, em Dublin. Lord Mayo é um especialista em mármore, como seu pai, cujos filhos são católicos romanos, retornando à tradição familiar anterior à nobreza. 
Vários outros membros da família Bourke (pronuncia-se "Burke") também ganharam destaque. O Reverendíssimo, o Hon. Richard Bourke, segundo filho do terceiro conde e pai do quinto conde, foi bispo de Waterford e Lismore. O Hon. John Jocelyn Bourke (1823–1904), segundo filho do quinto conde, foi tenente-general do Exército. O Hon. Robert Bourke foi um político conservador e foi nomeado Barão Connemara em 1887. Sir George Deane Bourke, neto do reverendo o honroso George Theobald Bourke, quarto filho do terceiro conde, foi major-general do Exército. 
O título de cortesia do filho mais velho e herdeiro de Lorde Mayo é Lorde Naas (/neɪs/ NAYSS; pronunciado "Nace").
A sede da família é Derryinver, perto de Clifden, Condado de Galway. A antiga sede da família ficava em Palmerstown, Condado de Kildare, onde o 7.º Conde construiu a Palmerstown House em 1872 para homenagear seu pai após seu assassinato. Foi queimado pelos republicanos irlandeses em 1923,   mas depois foi reparado e vendido, e atualmente é um hotel. 

## Condes de Mayo (1785)
Outros títulos: Visconde Mayo, de Moneycrower, no Condado de Mayo (Irlanda, 1781); Barão Naas, de Naas, no Condado de Kildare (Irlanda, 1776)
- John Bourke, 1.º Conde de Mayo (c. 1705–1790)
- John Bourke, 2.º Conde de Mayo (1729–1792)
- Joseph Deane Bourke, 3.º Conde de Mayo (1736–1794)
- John Bourke, 4.º Conde de Mayo (1766–1849)
- Robert Bourke, 5.º Conde de Mayo (1797–1867)
- Richard Southwell Bourke, 6.º Conde de Mayo (1822–1872)
- Dermot Robert Wyndham Bourke, 7.º Conde de Mayo (1851–1927)
- Walter Longley Bourke, 8.º Conde de Mayo (1859–1939)
- Ulick Henry Bourke, 9.º Conde de Mayo (1890–1962)
- Terence Patrick Bourke, 10.º Conde de Mayo (1929–2006)
- Charles Diarmuidh John Bourke, 11º Conde de Mayo (nascido em 1953)

## Par atual
Charles Diarmuidh John Bourke, 11.º Conde de Mayo (nascido em 11 de junho de 1953) é o filho mais velho do 10º Conde e sua primeira esposa, Margaret Jane Robinson Harrison. Ele foi formalmente conhecido como Lord Naas entre 1962 e 2006 e foi educado na Portora Royal School, Enniskillen, e na Queen's University, Belfast. 
Em 22 de setembro de 2006, ele sucedeu seu pai como Conde de Mayo, Visconde Mayo de Monycrower e Barão Naas. 
Em 1975, ele se casou primeiramente com Maria Antonieta Cronnelly; eles se divorciaram em 1979. Em 1985, ele se casou pela segunda vez com Marie Veronica Mannion. Com sua primeira esposa ele tem uma filha:
- Lady Corinne Mary Jane Bourke (nascida em 1975)

Com sua segunda esposa ele tem dois filhos: 
- Richard Thomas Bourke, Lord Naas (nascido em 7 de dezembro de 1985), herdeiro aparente do condado e outros títulos.
- Hon Eoin Patrick Bourke (nascido em 1989)